# Armoriale delle famiglie italiane (Gia-Gin)
Questo è l'armoriale delle famiglie italiane il cui cognome inizia con le lettere che vanno da Gia a Gin.

## Armi

### Giac
| Stemma | Casato e blasonatura |
| ------ | --- |
|        | Giacchi (Napoli, Roma) di azzurro allo scaglione di oro accompagnato in capo da tre stelle dello stesso ordinate in fascia, ed in punta da un giaco d'arme al naturale (citato in (4) – Vol. III pag. 424) D'azzurro al capriolo d'oro accostato in capo da tre stelle dello stesso ed in punta da un'armatura d'argento guarnita d'oro (citato in DAlena) scaglione di oro su azzurro - 3 stelle (5 raggi) di oro poste in fascia in alto su azzurro - cotta d'arme (giaco) al naturale in basso su azzurro (citato in LEOM) |
|        | Giachesi (Fabriano) troncato: al 1º di azzurro a tre stelle di sei raggi d'oro, male ordinate; al 2º di argento al cavallo corrente al naturale con la fascia di rosso sulla partizione (citato in (4) – Vol. III pag. 425) fascia di rosso su troncato di azzurro e di argento - 3 stelle (6 raggi) di oro poste 1,2 su azzurro - cavallo corrente al naturale su argento (citato in LEOM) |
|        | Giachi (Firenze) D'azzurro, alla pantera rampante d'oro (citato in (15)) |
|        | Giachini del Becco (Empoli, Firenze) Partito d'argento e di rosso, a due cerchi concentrici attraversanti dell'uno all'altro alias Di rosso, al capro saliente d'argento, accompagnato da tre crescenti dello stesso, 1.2, l'uno montante in capo, i due addossati ai lati alias Di nero, all'aquila dal volo abbassato d'oro alias Di rosso, seminato di crescenti d'argento, a tre capri salienti attraversanti dello stesso, 2.1 alias Di rosso, al capro passante d'argento alias Di rosso, a tre capri passanti d'argento, ordinati l'uno sull'altro (citato in (15)) |
|        | Giachinotti (Firenze) Inquartato d'oro e di verde, a quattro conchiglie dell'uno nell'altro, e alla rotella d'argento caricata di una croce di rosso, attraversante in cuore (citato in (15)) |
|        | Giachinotti (Toscana) (DE) In grün-gold geviertem Feld 4 silberne Muscheln (citato in (28)) |
|        | Giacinto (Puglia) di rosso, al giacinto fiorito al naturale (citato in (2) – pag. 291 e in DAlena) |
|        | Giacobazzi (Modena) d'azzurro alla fascia d'oro, alzata, accompagnata in capo da tre stelle (8) d'argento, ordinate in fascia ed in punta da tre gigli d'oro, pure ordinati in fascia: con un monte di verde cucito di tre colli, uscente dalla punta dello scudo (citato in (4) – Vol. III pag. 425 e 427) fascia di oro alzata su azzurro - 3 stelle (8 raggi) di argento poste in fascia in alto su azzurro - monte a 3 cime di verde uscente dalla punta su azzurro sormontato da - 3 gigli di oro posti in fascia su azzurro (citato in LEOM) |
|        | Giacobazzi Mazzari Fulcini (Campegine (Reggio Emilia), Modena) partito a destra di Giacobazzi che è d'azzurro alla fascia d'oro, alzata, accompagnata in capo da tre stelle (8) d'argento, ordinate in fascia ed in punta da tre gigli d'oro, pure ordinati in fascia: con un monte di verde cucito di tre colli, uscente dalla punta dello scudo; a sinistra di Mazzari Fulcini che è: inquartato: al 1º d'argento a tre fasce d'azzurro con un avambraccio, vestito di verde, movente dal fianco sinistro sotto la fascia inferiore, e sostenente colla mano di carnagione un fascio consolare di nero, legato di rosso, la scure al naturale, esso fascio in palo, attraversante sulla fascia inferiore e sulla superiore ed attraversato dalla fascia di mezzo: tali fasce caricate da motti: Semper la superiore, Constantia, quella di mezzo e Victrix l'inferiore, scritti in lettere maiuscole romane d'oro con una stella (8) di rosso nel punto destro del capo; al 2º di azzurro al leone d'oro, tenente colle zampe anteriori e colla posteriore destra una lancia da torneo bandierata a fiamma verso sinistra; la banderuola d'argento carica di tre stelle (8) d'azzurro ordinate in fascia; al 3º d'azzurro ad un gigante ignudo d'oro in maestà, appoggiato colla gamba destra ad una colonna d'argento, la sinistra aperta e sostenente sopra la testa un arco di muro d'argento scritto del motto Fulsit a lettere maiuscole romane di nero; al 4º d'argento al melo nudrito sopra un ristretto di terreno erboso, il tutto al naturale (citato in (4) – Vol. III pag. 425) fascia di oro alzata su azzurro - 3 stelle (8 raggi) di argento poste in fascia in alto su azzurro - monte a 3 cime di verde uscente dalla punta su azzurro sormontato da - 3 gigli di oro posti in fascia su azzurro - 3 fasce di azzurro caricate dai 3 motti in lettere maiuscole di nero "SEMPER" "CONSTANTIA" "VICTRIX" intrecciate a un fascio littorio di nero legato di rosso afferrato dalla mano di carnagione di un avambraccio sinistro uscente da destra vestito di verde su argento - stella (8 raggi) di rosso in alto a sinistra su argento - leone rampante di oro tenente con le zampe anteriori e con la posteriore destra una lancia da torneo di argento banderuolata dello stesso caricata da 3 stelle (8 raggi) di azzurro tutto su azzurro - gigante di oro in maestà poggiante la gamba destra ad una colonna di argento sostenente con entrambe le mani un arco di argento caricato del motto in lettere maiuscole di nero "FULSIT" tutto su azzurro - albero di melo su ristretto tutto al naturale su argento (citato in LEOM) |
|        | Giacobbi (Colle) D'azzurro, alla scala di rosso, sormontata da una stella a otto punte d'oro (citato in (15)) |
|        | Giacobi (Contes) Titolo: baroni di Santa Felicita D'azzurro, a due bordoni da pellegrino di rosso, cuciti, decussati, accantonati in capo da una stella, ai fianchi da due conchiglie, il tutto d'oro Motto: Una tandem anima (citato in (18)) |
|        | Giacobi (Barcellonetta) D'azzurro, a tre bordoni da pellegrino d'oro, posti in banda, accompagnati da due conchiglie dello stesso, ai lati del bordone centrale, con il capo d'azzurro, cucito, carico di tre gigli d'oro (citato in (18)) |
|        | Giacobini (Fano, Roma, Monsanvito, Jesi, Staffolo, Parma) Titoli: Nobile di Jesi (mf), Nobile di Fano (mf), Nobile dei Conti (mf), Nob. Romano (mf) di azzurro al monte di tre cime all'italiana uscente dalla punta, accompagnato in capo da tre stelle di sei punte, male ordinate, il tutto d'oro (citato in (4) – Vol. III pag. 427) monte a 3 cime di oro uscente dalla punta sormontato da - 3 stelle (6 raggi) poste 1,2 dello stesso tutto su azzurro (citato in LEOM) Cimiero: una testa di cherubino alata |
|        | Giacobuzzi (Nocera Umbra) troncato: nel 1º d'azzurro alla rosa di argento; nel 2º di argento al destrocherio di carnagione impugnante una mazza di oro (citato in (4) – Vol. III pag. 428 e in DAlena) rosa di argento su azzurro - braccio destro di carnagione uscente da sinistra impugnante una mazza di oro posta in sbarra su argento (citato in LEOM) alias interzato in palo: nel 1º di azzurro alla fascia palo d'argento caricato di una stella (6) del campo; nel 2º troncato, merlato d'azzurro e d'argento a 2 stelle (6) dell'uno all'altro; nel 3º di rosso al giglio di oro. Capo d'argento caricato di due stelle (6) di azzurro (citato in (4) – Vol. III pag. 428 e in DAlena) interzato in palo di azzurro, troncato di azzurro e di argento e di rosso - stella (6 raggi) di azzurro su fascia palo partente dal capo di argento su azzurro - 2 stelle (6 raggi) poste in palo in alto di argento e in basso di azzurro su troncato merlato di azzurro e di argento - giglio di oro su rosso - 2 stelle (6 raggi) di azzurro su argento in capo (citato in LEOM) |
|        | Giacomazzi (Vicenza) Titoli: nobile troncato: al 1º d'oro all'aquila di nero; al 2º d'argento a due mazze d'armi di nero, decussate (citato in (4) – Vol. III pag. 428) aquila di nero su oro - 2 mazze d'armi di nero incrociate su argento (citato in LEOM) |
|        | Giacomelli (Nepi) troncato: al 1º d'azzurro a tre gigli d'oro posti in fascia; al 2º di rosso al leone illeopardito d'oro (citato in (4) – Vol. III pag. 429) 3 gigli di oro posti in fascia su azzurro - leone passante di oro su rosso (citato in LEOM) |
|        | Giacomelli (Firenze, Fiesole) D'azzurro, alla colomba d'argento posata sulla cima di un monte di tre cime d'oro, e tenente nel becco una spiga dello stesso (citato in (15)) |
|        | Giacomelli o Giacomello (Ciriè, Pinerolo) Titolo: consignori di Grosso Canavese, Villarfocchiardo D'azzurro, alla banda d'oro, accompagnata da due stelle (8) dello stesso, una in capo e l'altra in punta Motto: Genio e t ingenio (citato in (18)) |
|        | Giacometti (Piacenza) Titolo: nobili d'oro alla torre al naturale merlata di 3 alla ghibellina, aperta e finestrata di nero (citato in (4) – Vol. III pag. 429 e in (18)) torre al naturale merlata di 3 pezzi alla ghibellina aperta e finestrata di nero su oro (citato in LEOM) |
|        | Giacomini (Fano) di azzurro al capriolo d'oro accompagnato in capo da tre spighe di grano d'oro poste una sul vertice del capriolo, le altre ai lati; e in punta da un monte di tre cime d'oro su cui poggia una ruota pure d'oro (citato in (4) – Vol. III pag. 429) scaglione di oro su azzurro - 3 spighe di oro uscenti dallo scaglione poste 1,2 su azzurro - monte a 3 cime di oro uscente dalla punta cimato da - ruota dello stesso su azzurro (citato in LEOM) |
|        | Giacomini (Toscana) (DE) In Rot 1 goldener Schrägbalken, überdeckt von 1 dreilätzigen blauen Turnierkragen in der Schildhauptstelle (citato in (28)) |
|        | Giacomini di Porrata (Livorno) D'azzurro, al leone d'oro sormontato da tre stelle a cinque punte dello stesso, ordinate in capo alias D'azzurro, al leone d'oro sormontato da tre stelle a otto punte dello stesso, ordinate in capo (citato in (15)) |
|        | Giacomini Tebalducci (Firenze) Di rosso, alla banda d'oro (citato in (15)) alias Di rosso, alla banda d'oro e al lambello a tre pendenti d'azzurro attraversante in capo (citato in (15)) alias Di rosso, alla banda d'oro e al lambello a quattro pendenti d'azzurro attraversante in capo (citato in (15)) alias Di rosso, alla banda d'oro e al lambello a cinque pendenti d'azzurro attraversante in capo (citato in (15)) (DE) In Rot 1 goldener Schrägbalken, überdeckt von 1 fünflätzigen blauen Turnierkragen in der Schildhauptstelle (citato in (28)) |
|        | Giacone o Giaccone Partito, al 1° di verde, a tre pesci d'argento, uno sull'altro, al 2° di rosso, a tre spade, al naturale, appuntate e rivoltate, con il capo d'azzurro, carico di tre stelle d'oro, ordinate in fascia Motto: Humilitate vincitur (citato in (18)) |
|        | Giacone o Giaccone (Torino) Di rosso, alla fascia doppiodentata d'oro, accompagnata in capo da due spade d'argento, decussate, in punta da un giaco di maglia ("fusto da guerra all'antica"), pure d'argento, con girelli d'azzurro alle spalle e ai fianchi Motto: Soluti non parcimus (citato in (18)) |
|        | Giaconi (Firenze, Fiesole) d'azzurro al leone d'oro tenente con le branche superiori un giaco a maglie d'acciaio (citato in (4) – Vol. III pag. 430) D'azzurro, al leone d'oro, tenente con le branche anteriori un giaco d'acciaio (citato in (15)) leone rampante di oro tenente con le zampe anteriori una cotta d'arme (giaco) al naturale su azzurro (citato in LEOM) |
|        | Giaconia (Mistretta, Palermo) Titolo: barone di Migaido di azzurro, al leone d'oro, impugnante una lancia d'argento, fustata di nero e cimata da un elmo d'argento all'antica e rivoltato (citato in (4) – Vol. III pag. 430, in (19), in Mango e in (25)) leone rampante di oro tenente con le zampe anteriori una lancia di argento fustata di nero e cimata da un elmo di argento di profilo rivolto su azzurro (citato in LEOM) Notizie storiche in Famiglie nobili di Sicilia. Ulteriori notizie storiche in Famiglie nobili di Sicilia. |
|        | Giacopelli (Siena) D'azzurro, all'uccello posato d'argento, imbeccato e membrato di rosso (citato in (15)) |

### Giai
| Stemma | Casato e blasonatura                                                                               |
| ------ | -------------------------------------------------------------------------------------------------- |
|        | Giaiacopi (Firenze) Di..., alla fascia di..., accompagnata da tre rose di..., 2.1 (citato in (15)) |

### Gial
| Stemma | Casato e blasonatura |
| ------ | --- |
|        | Gialda Titoli: nobile (la blasonatura non è stata ancora inserita) (citato in (4) – Vol. III pag. 431) |
|        | Gialdi (Parma) gallo passante rivolto di oro su terrazzo di verde attraversante albero di verde su argento - fascia di oro su troncato di rosso e palato di oro e di azzurro - 3 gigli di oro posti in fascia su rosso - palato di oro e di azzurro fiancheggiato a sinistra da 3 sbarre di oro su argento (citato in LEOM) |
|        | Gialdini (Pescia) Di..., a tre gigli di..., 2.1, accompagnati in capo da una stella a otto punte di... (citato in (15)) |
|        | Gialferri (Firenze) D'argento, alla branca di grifone (o di leone) d'azzurro, armata di rosso, posta capovolta in sbarra (citato in (15)) |
|        | Gialin o Gialina (Milano, Venezia) d'argento all'avambraccio di carnagione uscente dal lembo destro dello scudo, tenente un calice di rosso, sormontato da 3 stelle (8) di nero, in fascia (citato in (4) – Vol. III pag. 431) avambraccio destro di carnagione uscente da sinistra afferrante una coppa di rosso su argento - 3 stelle (8 raggi) di nero poste in fascia in alto su argento (citato in LEOM) |
|        | Gialin o Gialina (Venezia) Titoli: nobile d'argento a due bande di rosso (citato in (4) – Vol. III pag. 431) 2 bande di rosso su argento (citato in LEOM) |
|        | Giallongo o Gianlongo o Janlongo (Palermo, Patti, Taormina) Titolo: barone di Fiumetorto troncato: nel 1º d'oro, all'aquila spiegata e coronata di nero; nel 2º di rosso, al castello d'argento a tre torri merlate di tre pezzi alla ghibellina, aperto e finestrato del campo (citato in (4) – Vol. III pag. 432 e in (25)) aquila coronata di nero su oro - castello a 3 torri la centrale più alta merlato alla ghibellina uscente dalla punta di argento su rosso aperto e finestrato del campo (citato in LEOM) Corona di barone Notizie storiche in Famiglie nobili di Sicilia. Ulteriori notizie storiche in Famiglie nobili di Sicilia. |

### Giam
| Stemma | Casato e blasonatura |
| ------ | --- |
|        | Giamagli (Ancona, Polverigi, Trieste) di azzurro con la campagna troncata: mareggiante e piano erboso, con la torre fondata sul piano erboso, e sormontata da un'aquila volante verso destra, e sinistrata da un delfino natante sulla mareggiata con la coda annodata, il tutto al naturale; capo carico di una cometa in palo accostata da due stelle (8), il tutto d'oro (citato in (4) – Vol. III pag. 432) torre al naturale su terrazzo di verde di fronte ad un mare ondeggiante di azzurro su azzurro - aquila di profilo in volo a sinistra sulla torre al naturale - a destra un delfino natante nel mare coda annodata verso l'alto su azzurro - cometa di oro posta in palo affiancata da - 2 stelle (8 raggi) dello stesso in alto su azzurro (citato in LEOM)                                         |
|        | Giamari (Fiesole) di azzurro all'aquila di argento a due teste, con aureola di oro su ciascuna, e sormontata da una corona d'oro, tenente uno scettro d'oro a destra e una spada nuda a sinistra; alla campagna di argento caricata di crocetta patente di nero, sormontata da una riga d'oro caricata di una stola sacerdotale rossa, crociata d'oro e posta in fascia, coi due capi pendenti (citato in (4) – Vol. III pag. 433) aquila bicipite di argento aureolata di oro sormontata da corona reale dello stesso su azzurro tenente nella destra uno scettro di oro in sinistra una spada di argento posta in sbarra su azzurro - campagna di argento caricata di una crocetta patente di nero divisa dal campo da un filetto in fascia di oro su cui è stesa una stola sacerdotale di rosso (citato in LEOM) |
|        | Giamari (Fiesole) D'azzurro, all'aquila bicipite d'argento, coronata e diademata d'oro, tenente con gli artigli uno scettro d'oro a destra e una spada alta d'argento a sinistra; con la campagna d'argento, caricata di una crocetta patente di nero, sormontata da una stola sacerdotale d'oro, appesa in fascia (citato in (15)) |
|        | Giamberti o Giamberti delle Ruote (Firenze) D'oro, alla gemella in banda d'azzurro, racchiudente tre stelle a otto punte dello stesso (citato in (15)) (DE) In Gold 1 blauer Zwillingsschrägbalken, 3 achtstrahlige blaue Sterne einschließend (citato in (28)) |
|        | Giambertone (Agrigento) Titolo: marchese, barone di Portulanotto, nobili dei baroni di azzurro, al monte d'oro accompagnato in capo da tre colombe volanti di argento poste in fascia (citato in (4) – Vol. III pag. 433, in (19), in Mango e in (25)) monte di oro uscente dalla punta su azzurro - 3 colombe in volo di argento poste in fascia su azzurro (citato in LEOM) Notizie storiche in Famiglie nobili di Sicilia. |
|        | Giamosa (Limana, Salce (Belluno)) Titoli: nobile d'azzurro allo scaglione, accompagnato da tre barbe ed in punta da un leone di S. Marco in moleca, il tutto d'oro (citato in (4) – Vol. III pag. 433) scaglione di oro su azzurro accompagnato da - 3 barbe di oro poste 2,1 - leone di San Marco uscente dalla punta in maestà di oro su azzurro (citato in LEOM) |
|        | Giamboni (Pisa) Di rosso, all'aquila dal volo abbassato di nero, e alla banda attraversante d'azzurro, caricata di tre conchiglie d'oro alias Di rosso, all'aquila dal volo abbassato di nero, e alla banda attraversante d'azzurro, caricata di tre conchiglie d'argento alias Di rosso, all'aquila dal volo abbassato d'argento, e alla banda attraversante d'azzurro, caricata di tre conchiglie d'oro alias Di rosso, all'aquila dal volo abbassato d'argento, e alla banda attraversante d'azzurro, caricata di tre conchiglie d'argento (citato in (15)) |
|        | Giambruno (Sicilia) d'azzurro, alla sbarra d'oro, accompagnata da due stelle dello stesso una nell'angolo destro del capo e l'altra nell'angolo sinistro della punta (citato in Mango) |
|        | Giambullari (Firenze) D'argento, allo scaglione d'azzurro accompagnato da tre rose di rosso, 2.1 (citato in (15)) |
|        | Giamp (Bevagna, Cannara, Fabriano) biscia ondeggiante in fascia al naturale su fascia di argento su azzurro - 3 stelle (6 raggi) di oro poste 2,1 su azzurro (citato in LEOM) |
|        | Giampaoli (Lucca) Leopardo illeonito (citato in DAlena) |
|        | Giampaolo (Molise) D'azzurro al liocorno rampante d'argento sostenuto da un monte al naturale accollato da una corona d'oro, accompagnata da una catena dello stesso, movente dalla cima del detto monte; con tre stelle d'oro ordinate nel capo (citato in DAlena) |
|        | Giampè (Bevagna, Cannara, Fabriano) di azzurro alla fascia di argento caricata da una biscia ondeggiante nel senso della fascia, accompagnata da tre stelle d'oro di 6, 2 in capo ed 1 in punta (citato in (4) – Vol. III pag. 434) |
|        | Giampè (Assisi) Biscia (citato in DAlena) |
|        | Giampieri di azzurro allo scaglione di argento caricato di un giglio accostato da due stelle di 8 raggi, il tutto d'oro; accompagnato in capo da tre stelle di 8 raggi d'oro male ordinate, e in punta da tre spighe di grano legate a mazzetto, d'oro (citato in (4) – Vol. II pag. 330) |
|        | Giampieri (Empoli) Di..., al bue passante di..., accompagnato da due rocchi di scacchiere di..., posti nei cantoni del capo; il tutto abbassato sotto il capo d'Angiò (citato in (15)) |
|        | Giampietro (Canavese) Titolo: conti di Cesnola, Montestrutto, Nomaglio, Quincinetto, Settimo Vittone, Tavagnasco Interzato in fascia, al 1° d'azzurro, a una stella d‘oro, al 2° di rosso, al 3° d'argento, all'alloro di verde, di tre rami alias D'argento, al capo di rosso, con la lettera S, di nero, attraversante Motto: Libera me Domine (citato in (18)) |

### Gian
| Stemma | Casato e blasonatura |
| ------ | --- |
|        | Gianazzo o Gianasso o Gianassi o Gianazio (Carignano, Torino) Titolo: conti di Belvedere Mondovì, Pamparato; signori di Castellino de' Voltis, Montechiaro; consignori di Ceva d'azzurro a tre bande d'oro, col capo del primo, cucito, carico di tre stelle d'argento, ordinate in fascia (citato in (4) – Vol. III pag. 434 e in (18)) 3 bande di oro su azzurro - 3 stelle (5 raggi) di argento poste in fascia su azzurro in capo (citato in LEOM) Motto: Auspiciis firmata suis |
|        | Giancaspro (Molfetta) d'azzurro, a un'ombra di sole d'oro a mezzogiorno frammezzata a due gigli dello stesso, alla campagna di verde in punta sostenente un muro di cinta d'oro e torricellato di 3 torri (citato in ) |
|        | Gianchi (Toscana) (DE) In Silber 1 erniedrigter roter Sparren, unten begleitet von 1 schwebenden goldenen Sechsberg (citato in (28)) |
|        | Giandarderi (Firenze) D'oro, a tre crescenti montanti d'azzurro, 2.1 (citato in (15)) |
|        | Giandonati (Firenze) troncato d'argento e di rosso al raggio di carbonchio gigliato d'oro sul tutto (citato in (2) – pag. 114 e in (6) - pag. 150) 8 raggi di carbonchio gigliati di oro su troncato di argento e di rosso (citato in LEOM) (DE) In silber-rot geteiltem Feld 1 goldenes Glevenrad (citato in (28)) |
|        | Giandonati (Firenze) Troncato d'argento e di rosso alias Troncato d'argento e di rosso, allo scudetto rotondo del Popolo fiorentino attraversante sulla partizione alias Troncato d'argento e di rosso, il primo caricato dello scudetto rotondo del Popolo fiorentino, posto fra due lettere M di nero alias Troncato d'argento e di rosso, al raggio di carbonchio attraversante d'oro (citato in (15) e in DAlena) |
|        | Giandonati (Toscana) (DE) Unter 1 silbernen Schildhaupt ledig rot (citato in (28)) |
|        | Giandonati (Firenze) Palato d'argento e di rosso, al capo d'oro (citato in (15)) alias D'argento, a tre pali di rosso, e al capo d'oro (citato in (15)) (DE) Unter 1 goldenen Schildhaupt in Silber 3 rote Pfähle (citato in (28)) alias Di rosso, a due pali d'argento, e al capo d'oro (citato in (15)) alias Troncato: nel 1º d'oro pieno; nel 2º palato di sei pezzi d'argento e di rosso (citato in (15)) |
|        | Giandonati (Toscana) (DE) Unter 1 Schildhaupt belegt mit 3 Pfählen, 3 Pfähle (citato in (28)) |
|        | Gianfigliazzi (Firenze) D'oro, al leone d'azzurro, lampassato e armato di rosso alias D'oro, al leone d'azzurro, lampassato e armato di rosso, con il capo di Santo Stefano alias Partito: nel 1º d'oro, al leone d'azzurro; nel 2º palato di sei pezzi di... e di... (citato in (15)) |
|        | Gianfigliazzi (Toscana) (DE) In Gold 1 blauer Löwe (citato in (28)) |
|        | Gianfilippi o Joanfilippi o Zanfilippi o Sanfilippi (Verona) Titolo: marchesi D'argento, all'albero al naturale, sostenuto da una terrazza di verde alias D'argento, all'albero sradicato, al naturale, le quattro fronde decussate alias D'azzurro, all'albero sradicato, al naturale, le quattro fronde decussate alias Troncato, d'azzurro, al sole d'oro, e d'argento, all'albero sradicato, di verde, le quattro fronde decussate alias Troncato, d'argento, al sole d'oro, cucito, e d'azzurro, all'albero sradicato, di verde, le quattro fronde decussate (citato in (18)) |
|        | Gianfrotta (Capua) Titolo: nobili di Capua / barone del Campo d'azzurro a tre sbarre d'oro abbassate sotto la fascia in divisa dello stesso, al capo di un drago d'argento Motto: Ne thesauri furentur (citato in (19)) |
|        | Giangolino (Messina) losangato d'argento e d'azzurro (citato in Mango) |
|        | Gianguercio (Sicilia) Titolo: barone del macello di Palermo d'azzurro, a tre stelle d'argento, male ordinate (citato in Mango e in (25)) 3 stelle (6 raggi) di argento poste 1,2 su azzurro (citato in LEOM) Notizie storiche in Famiglie nobili di Sicilia. |
|        | Giani (Milano) troncato al 1º di oro, all'aquila di nero; al 2º di argento a tre sbarre di azzurro; colla fascia sulla partizione, inquartata di rosso e di argento carica di una stella (8) dall'uno all'altro (citato in (4) – Vol. III pag. 435) stella (8 raggi) inquartata di argento e di rosso su fascia inquartata di rosso e di argento su troncato di oro e di argento - aquila di nero su oro - 3 sbarre di azzurro su argento (citato in LEOM) |
|        | Giani (Firenze) Di rosso, a tre monti di sei cime d'oro, 2.1, ciascuno cimato da un ramoscello di verde, fiorito di un pezzo d'argento (citato in (15)) (DE) In Rot 3 mit je 1 natürlichen grünbeblätterten silbernen Rose besetzte schwebende goldene Sechsberge, 2:1 gestellt (citato in (28)) |
|        | Giani (Firenze) Di rosso, alla banda d'oro, caricata di tre stelle a otto punte d'azzurro e accompagnata da tre palle d'oro, 2.1 (citato in (15)) |
|        | Giani (Toscana) (DE) In Blau 3 mit je 1 natürlichen grünbeblätterten silbernen Rose besetzte schwebende goldene Sechsberge, 2:1 gestellt (citato in (28)) |
|        | Giani (Toscana) (DE) In Rot 1 blauer Schrägbalken, belegt mit 3 achtstrahligen goldenen Sternen und begleitet oben von 1, unten von 2 liegenden goldenen Halbmonden (citato in (28)) |
|        | Giani da Gangalandi (Firenze) D'azzurro, alla banda d'oro, caricata di tre uccelli posati di nero e accostata da due leoni leoparditi d'argento, armati e lampassati di rosso (citato in (15)) |
|        | Gianini (Cesena) (la blasonatura non è stata ancora caricata) (citato in BLCW) Immagine in Blasone Cesenate. |
|        | Giannardi (Lucca) Troncato d'azzurro e di rosso, al leone dell'uno all'altro, tenente con la branca destra un crescente montante d'argento e con la branca sinistra un compasso dello stesso con le punte in alto (citato in (15)) |
|        | Giannardi (Lucca) troncato di argento e di rosso al leone dell'uno all'altro, tenente colla zampa destra un crescente d'argento montante, e colla sinistra un compasso d'oro con le punte in alto (citato in (4) – Vol. III pag. 435) leone rampante troncato di rosso e di argento su troncato di argento e di rosso tenente con la zampa destra una luna montante di argento e con la sinistra un compasso aperto di oro punte in alto (citato in LEOM) |
|        | Giannelleschi (Firenze) Di..., al gallo fermo di... (citato in (15)) |
|        | Giannelli troncato: a) troncato: al 1º d'argento al cane tenuto da un fanciullo, al naturale; al 2º d'argento ad una rosa piantata sopra uno scoglio al naturale; b) troncato: al 1º d'argento all'aquila spiegata di nero; al 2º d'oro a 2 spade decussate con le punte all'insù ed una fascia di rosso sulla partizione (citato in (4) – Vol. III pag. 436) |
|        | Giannelli (Roma) partito: nel primo troncato: a) troncato: al 1º d'argento al cane tenuto da un fanciullo, al naturale; al 2º d'argento ad una rosa piantata sopra uno scoglio al naturale; b) troncato: al 1º d'argento all'aquila spiegata di nero; al 2º d'oro a 2 spade decussate con le punte all'insù ed una fascia di rosso sulla partizione (Giannelli). Nel 2º d'azzurro a 3 spighe d'oro moventi da 3 monti d'argento accostate da due stelle d'oro ed accompagnate in capo da un sole dello stesso (Risi) (citato in (4) – Vol. III pag. 436) cane passante accarezzato e tenuto da un bambino di carnagione di profilo su argento - rosa al naturale piantata su uno scoglio dello stesso su argento - fascia di rosso su troncato di argento e di oro - aquila di nero su argento - 2 spade incrociate di argento punte verso l'alto su oro - 3 spighe di oro muoventi da 3 monticelli di argento accostati da - 2 stelle (5 raggi) di oro tutto su azzurro - sole raggiante di oro in alto su azzurro (citato in LEOM) |
|        | Giannelli di argento troncato da un filetto di nero sostenente un monte di tre cime all'italiana con arboscello nodrito sulla vetta, il tutto di verde; l'arboscello sostenente una testa di cane strappata al naturale; sotto un leopardo passante sulla pianura erbosa con un puttino di carnagione posto in maestà attraversante al leopardo e tenente con la sinistra la coda del medesimo, il tutto al naturale (citato in (4) – Vol. III pag. 436) |
|        | Giannelli (Firenze) Di cielo, al castello turrito di tre pezzi al naturale, fondato sul terreno dello stesso, e al capo d'azzurro caricato di un lambello a quattro pendenti di rosso, racchiudente fra i due pendenti centrali una stella a otto punte d'oro (citato in (15)) |
|        | Giannelli della Ferza (Firenze) D'azzurro, al monte di sei cime d'oro, sormontato da una squadra dello stesso, posta in palo rovesciata (citato in (15)) |
|        | Giannelli Viscardi (Roma) partito: nel 1º di argento troncato da un filetto di nero sostenente un monte di tre cime all'italiana con arboscello nodrito sulla vetta, il tutto di verde; l'arboscello sostenente una testa di cane strappata al naturale; sotto un leopardo passante sulla pianura erbosa con un puttino di carnagione posto in maestà attraversante al leopardo e tenente con la sinistra la coda del medesimo, il tutto al naturale (Giannelli); nel 2º di azzurro a due spade di argento abbassate e decussate, col capo di argento carico di un'aquila di nero posata, ad ali aperte e con la riga di rosso sulla partizione (Viscardi) (citato in (4) – Vol. III pag. 436) semitroncato da un filetto in fascia di nero su argento e partito - monte a 3 cime di verde uscente dal filetto cimato da un ramo di verde fiorito della testa di un cane di profilo al naturale - bambino di carnagione posto in maestà attraversante - un leone passante al naturale su terrazzo di verde su argento - 2 spade di argento incrociate punte al basso su azzurro - aquila di nero su argento in capo - trangla di rosso (citato in LEOM) |
|        | Giannerini (Arezzo, Firenze) D'azzurro, alla banda d'oro, caricata di tre gigli d'azzurro posti nel senso della pezza, e accompagnata in capo da un sole d'oro e in punta da un crescente montante d'argento alias D'azzurro, alla banda di rosso, caricata di tre gigli d'oro posti nel senso della pezza, e accompagnata in capo da un sole d'oro e in punta da un crescente montante d'argento (citato in (15)) |
|        | Giannerini o Giannerini del Drago (Arezzo) (DE) In Blau 1 erniedrigter goldener Schrägbalken, der Figur nach belegt mit 3 silbernen Lilien und begleitet oben von 1 strahlenden gesichteten goldenen Sonne, unten von 1 liegenden silbernen Halbmond (citato in (28)) |
|        | Giannetti (Firenze) D'oro, alla banda di rosso caricata di tre cavalli passati d'argento, posti nel senso della pezza alias D'oro, alla banda di rosso, caricata di tre cavalli correnti d'argento e sormontata da un giglio bottonato di rosso alias Trinciato d'oro e d'azzurro, al giglio bottonato di rosso nel primo, e alla banda attraversante d'argento, caricata di tre cavalli correnti al naturale (citato in (15)) |
|        | Giannetti (Firenze) D'oro, allo scaglione di rosso accompagnato nei cantoni del capo da due ghiande di rosso, gambute e fogliate di verde, e in punta da un monte di sei cime d'oro alias D'oro, allo scaglione di rosso accompagnato nei cantoni del capo da due ghiande di rosso, gambute e fogliate di verde, e in punta da un monte di sei cime di... alias D'oro, allo scaglione di rosso accompagnato nei cantoni del capo da due ghiande d'oro, gambute e fogliate di verde, e in punta da un monte di sei cime d'oro alias D'oro, allo scaglione di rosso accompagnato nei cantoni del capo da due ghiande d'oro, gambute e fogliate di verde, e in punta da un monte di sei cime di... alias D'azzurro, allo scaglione di rosso accompagnato nei cantoni del capo da due ghiande di rosso, gambute e fogliate di verde, e in punta da un monte di sei cime d'oro alias D'azzurro, allo scaglione di rosso accompagnato nei cantoni del capo da due ghiande di rosso, gambute e fogliate di verde, e in punta da un monte di sei cime di... alias D'azzurro, allo scaglione di rosso accompagnato nei cantoni del capo da due ghiande d'oro, gambute e fogliate di verde, e in punta da un monte di sei cime d'oro alias D'azzurro, allo scaglione di rosso accompagnato nei cantoni del capo da due ghiande d'oro, gambute e fogliate di verde, e in punta da un monte di sei cime di... (citato in (15)) |
|        | Giannetti (Toscana) (DE) In Rot 3 schräggelegte laufende schwarz-silber gespaltene Ziegen schrägbalkenweise (citato in (28)) |
|        | Gianni (Firenze) Troncato d'azzurro e d'argento, a due aquilotti dal volo abbassato del secondo nel primo alias D'argento, al capo d'azzurro caricato di due aquilotti dal volo abbassato del campo (citato in (15)) |
|        | Gianni (Toscana) (DE) Blau-silber geteilt: Oben 2 schreitende silberne Vögel auf der Teilungslinie (citato in (28)) |
|        | Giannini (Lucca) troncato il 1º d'oro a tre stelle di rosso male ordinate; il 2º losangato in palo da 5 tagliature e altrettante trinciature, di rosso, d'argento e d'oro (citato in (2) – pag. 347 e in DAlena) troncato: al primo d'oro caricato di tre stelle di otto raggi di rosso, male ordinate; al secondo losangato di rosso, d'argento e d'oro (citato in (4) – Vol. III pag. 437) Troncato: nel 1º d'oro, a tre stelle a otto punte di rosso; nel 2º losangato di rosso, d'argento e d'oro (citato in (15)) 3 stelle (8 raggi) di rosso poste 1,2 su oro - losangato di rosso di argento e di oro (citato in LEOM) |
|        | Giannini (Senigallia) troncato: nel 1º di azzurro al giglio di oro; nel 2º di rosso a due pali d'oro; con la fascia d'oro sulla partizione a due pali di rosso (citato in (4) – Vol. III pag. 436) 2 pali di rosso su fascia di oro su troncato di azzurro e di rosso - giglio di oro su azzurro - 2 pali di oro su rosso (citato in LEOM) |
|        | Giannini (Pescia) di azzurro ad un bosco dal quale sbuca un cinghiale sormontato in capo da tre stelle di otto punte d'oro in fascia (citato in (4) – Vol. III pag. 437) bosco da cui sbuca un cinghiale tutto al naturale su terrazzo di verde su azzurro - 3 stelle (8 raggi) di oro poste in fascia in alto su azzurro (citato in LEOM) |
|        | Giannini (Firenze) D'azzurro, al monte di sei cime d'oro, cimato da un semivolo sinistro dello stesso (citato in (15)) (DE) In Blau 1 goldener Flügel und 1 schwebender goldener Sechsberg pfahlweise (citato in (28)) |
|        | Giannini (Firenze) Partito di... e di..., al monte di sei cime di..., attraversante sulla partizione e sormontato da due gigli dell'uno nell'altro (citato in (15)) |
|        | Giannini (Pescia) D'azzurro, al lupo rivolto corrente sulla campagna e uscente da un bosco poggiante a destra, il tutto al naturale e accompagnato in capo da tre stelle a otto punte d'oro ordinate in fascia e poggianti a sinistra alias D'azzurro, al lupo rivolto corrente sulla campagna e uscente da un bosco poggiante a destra, il tutto al naturale e accompagnato in capo da tre stelle a sei punte d'oro ordinate in fascia e poggianti a sinistra (citato in (15)) |
|        | Giannini (Prato) D'oro, all'albero sradicato di verde, cimato da un uccello sorante di... (citato in (15)) |
|        | Giannone (Bitonto) Titolo: nobile di Bitonto interzato in fascia: nel 1º di azzurro al giglio d'oro; al 2º d'azzurro alla sbarra d'oro; e nel 3º di azzurro alla rosa d'argento (citato in (4) – Vol. III pag. 438 e in (19)) interzato in fascia di azzurro - giglio di oro su azzurro - sbarra di oro su azzurro - rosa di argento su azzurro (citato in LEOM) |
|        | Giannotti (Rimini, Ravenna, Serravalle) (o Gianotti o Zanotti) D'azzurro, al volo spiegato d'argento sormontato da una stella (6) d'oro nel capo (citato in (2) – pag. 569, in (6) - pag. 168 e in DAlena) |
|        | Giannotti (Firenze) Di..., al cane rampante di... (citato in (15)) alias Troncato d'oro e d'azzurro, al leone dell'uno all'altro, tenente con la branca anteriore destra tre chiodi della passione di nero disposti a ventaglio (citato in (15), n. 2354, n. 7384) |
|        | Giannotti (Pistoia) Troncato d'oro e d'azzurro, al leone dell'uno all'altro, tenente con la branca anteriore destra tre frecce alte di nero (citato in (15)) alias Troncato d'oro e d'azzurro, al leone dell'uno all'altro, tenente con la branca anteriore destra tre chiodi della passione di nero disposti a ventaglio (citato in (15), n. 2354-n. 7384 in (22), in (23) Tav.XII, cc. 1r-6v.) |
|        | Giannotti (Toscana) (DE) In Rot 1 silberner Drache, überdeckt von 1 blauen Schrägbalken (citato in (28)) |
|        | Giannozzi (Firenze) Di..., alla fascia di..., accompagnata in capo da due gigli bottonati di..., e in punta da un leone leopardito di... (citato in (15)) |
|        | Giannuzzi (Roma, Anagni) troncato da una fascia convessa d'oro: nel 1º di rosso a due gigli framezzati da una crocetta patente, il tutto di oro, nel 2º d'azzurro al leone illeopardito di oro sostenuto dal terreno di verde (citato in (4) – Vol. III pag. 438) fascia convessa di oro su troncato convesso di rosso e di azzurro - crocetta patente di oro affiancata da - 2 gigli dello stesso su rosso - leone passante di oro su terrazzo di verde su azzurro (citato in LEOM) |
|        | Giannuzzi Savelli (Napoli) di azzurro a tre fasce di oro e tre stelle del medesimo ordinate in capo (citato in (4) – Vol. III pag. 438) 3 fasce di oro su azzurro sormontate da - 3 stelle (5 raggi) di oro poste in fascia su azzurro (citato in LEOM) |
|        | Giannuzzi Savelli (Napoli) fascia di oro su verde - stella (5 raggi) di oro in alto su verde - 3 fasce in divisa a spina pesce di oro su verde (citato in LEOM) |
|        | Gianoli (Cherasco) D'azzurro, a sei rombi e due mezzi d'argento, accollati, posti in fascia, accompagnati in capo da un giglio e in punta da un leone passante guardante, il tutto d'oro (citato in (18)) |
|        | Gianoli (Ghemme, Milano) Titolo: conti d'Artogna di Campertogno Partito, al 1° di rosso, a due bande d'argento, con la lettera G maiuscola, di nero, caricata in cuore, con il capo d'oro, carico di un'aquila coronata, di nero, al 2° d'azzurro, alla croce trifogliata d'argento e di rosso, alternati Motto: Recte raptim (citato in (18)) |
|        | Gianolio (Torino) Troncato, al 1° d'argento, all'aquila di nero, al 2° d'azzurro, allo scaglione, accompagnato da tre stelle, il tutto d'oro Motto: Previdentia (citato in (18)) |
|        | Gianotti (Torino) Titolo: conti troncato: al 1º inquartato a decusse d'argento e di azzurro, ciascun quarto alla stella dell'uno nell'altro; al 2º di rosso al rombo d'argento (citato in (4) – Vol. III pag. 439 e in (18)) 4 stelle (5 raggi) di cui 2 di azzurro poste in palo e 2 di argento poste in fascia su inquartato in croce di Sant'Andrea di argento e di azzurro - losanga di argento su rosso (citato in LEOM) Cimiero: la testa di Giano bifronte, coronata all'antica Motto: Diversus et idem |
|        | Gianotti (Torino) Titolo: baroni interzato in fascia; al 1º d'oro all'aquila coronata, di azzurro, col volo abbassato; al 2º d'azzurro al leone coronato, d'oro, nascente dalla partizione, tenente un mazzo d'aranci d'argento; al 3º sbarrato di oro e di rosso (citato in (4) – Vol. III pag. 440) interzato in fascia di oro di azzurro e sbarrato di oro e di rosso - aquila ali abbassate (volo) coronata di azzurro su oro - leone rampante nascente dalla partizione coronato di oro tenente tra le zampe anteriori un ramo di arancio al naturale fruttato di argento su azzurro (citato in LEOM) alias interzato in fascia; al 1º d'oro all'aquila coronata, di azzurro, col volo abbassato; al 2º d'azzurro al leone coronato, d'oro, nascente dalla partizione, tenente una mazza d'armi d'argento; al 3º sbarrato di oro e di rosso (R.D. di Conc. 29 luglio 1898, e RR. LL. PP. 25 luglio 1899) (citato in (4) – Vol. Aggiornamenti pag. 140 e in (18)) aquila coronata di azzurro ali abbassate su oro - leone rampante nascente dalla partizione coronato di oro mazza di oro in banda tra le anteriori su azzurro - sbarrato di oro e di rosso (citato in LEOM) Cimiero: il leone del campo, nascente Motto: Fidem serva |
|        | Gianotti o Giannotto o Giannotti (Bairo, Ivrea) Titolo: baroni di Fiorano; consignori di Bairo, Castellamonte Partito, al 1º fasciato d'argento e di rosso, al 2º d'argento, al pino di verde, il tutto sotto un capo d'oro, carico di un'aquila coronata, di nero Motto: Renovabitur ut aquilae juventus (citato in (18)) |
|        | Gianotti (Niella) Di rosso, al leone coronato, tenente una mazza gigliata nel capo, d'oro, con la sbarra d'argento, attraversante (citato in (18)) |
|        | Gianotti (Locanna) Troncato, al 1° inquartato in decusse d'argento e d'azzurro, ciascun quarto alla stella dell'uno nell'altro, al 2° di nero, vestito d'argento (citato in (18)) |
|        | Gianotti (Torino) Troncato, al 1° d'azzurro, a tre stelle d'oro, male ordinate, al 2° d'oro, al rombo di rosso (citato in (18)) |
|        | Gianotti o Giannotti (Correggio, Reggio Emilia) troncato di azzurro e d'oro a due semivoli dell'uno nell'altro, contrapposti e posti in fascia (citato in (4) – Vol. Aggiornamenti pag. 140) 2 semivoli di oro e di azzurro contrapposti e posti in fascia su troncato di azzurro e di oro (citato in LEOM) |
|        | Gianpiero di Jacopo (Firenze) Di..., all'albero di..., nodrito su un monte di sei cime di..., e attraversato al tronco da un nastro di..., ondeggiante in fascia (citato in (15)) |
|        | Giansanti Coluzzi (Roma, Velletri) troncato d'azzurro e d'oro alla banda, dall'uno all'altro (Coluzzi) (citato in (4) – Vol. III pag. 440) banda troncata di oro e di azzurro su troncato di azzurro e di oro (citato in LEOM) |
|        | Gianti (Dronero) D'argento, alla quercia di verde, fruttata d'oro, nascente dalla pianura di verde, con il capo d'azzurro, carico di una stella d'oro (citato in (18)) |
|        | Gianuizzi (Loreto, Ancona, Buenos Aires) di azzurro al pino nodrito sulla pianura erbosa di verde, accostato da due cervi affrontati, rampanti, al naturale (citato in (4) – Vol. III pag. 441) albero di pino nodrito su terrazzo al naturale su azzurro accompagnato da - 2 cervi controrampanti al naturale su azzurro (citato in LEOM) |
|        | Gianuzzi (Asti) D'oro, a quattro pali d'oro (citato in (18)) |
|        | Gianvilla (Napoletano) (la blasonatura non è stata ancora caricata) (citato in (24)) |

### Giap
| Stemma | Casato e blasonatura |
| ------ | --- |
|        | Giappesio Giappessi (Città della Pieve) Titolo: Nobili d'azzurro, al cervo saliente rivoltato sulla campagna di verde, sormontato da una stella, il tutto d'argento (citato in (2) – pag. 128 e in DAlena) |
|        | Giappesi (Città della Pieve) di azzurro, alla fascia di argento, accompagnata in capo da tre stelle d'oro (6) poste in fascia, ed in punta da un giglio di argento (citato in (4) – Vol. III pag. 441) fascia di argento su azzurro - 3 stelle (6 raggi) di oro poste in fascia in alto su azzurro - giglio di argento in basso su azzurro (citato in LEOM) |

### Giar
| Stemma | Casato e blasonatura |
| ------ | --- |
|        | Giardina (Palermo, Napoli) Titolo: principe di Santa Caterina, di Ficarazzi, Monteleone; marchese di Santa Ninfa, barone di Ghibellina, di Risichellè e Cugno di Monaci; signore di Gibilini di argento, all'albero sradicato di verde (citato in (4) – Vol. III pag. 441, in (19), in Mango e in (25)) albero sradicato di verde su argento (citato in LEOM) Corona di principe Notizie storiche in Famiglie nobili di Sicilia. Ulteriori notizie storiche in Famiglie nobili di Sicilia. |
|        | Giardini (San Felice sul Panaro, Firenze) d'azzurro al badile d'argento manicato di oro, sormontato da un giglio ed accostato da due stelle (6) il tutto d'oro (citato in (4) – Vol. III pag. 442) badile (vanga) di argento manicato di oro posto in palo punta al basso affiancato da - 2 stelle (6 raggi) di oro su azzurro e sormontato da - un giglio di oro in alto su azzurro (citato in LEOM) |
|        | Giardini (Siena) D'azzurro, a due bande ondate d'argento alias Di..., al leone di rosso (citato in (15)) |
|        | Giarrè (Firenze) D'azzurro, alla fascia di rosso accompagnata in capo da una stella a otto punte d'oro, e in punta da un'aquila sorante di nero sostenuta da una roccia al naturale sorgente dal terreno dello stesso (citato in (15)) |
|        | Giarrizzo (Mazzarino, Palermo) Titolo: barone di Rincione, S. Caterina, Spataro, Casalvecchio; marchese di Giarrizzo d'azzurro, a due leoni d'oro affrontati e controrampanti ad un albero di palma al naturale, fustato d'oro, nodrito in una zolla al naturale (citato in (4) – Vol. III pag. 442, in (19), in Mango e in (25)) albero di palma di verde fustato di oro su ristretto al naturale uscente dalla punta affiancato da - 2 leoni controrampanti di oro su azzurro (citato in LEOM) Corona di barone Notizie storiche in Famiglie nobili di Sicilia. Ulteriori notizie storiche in Famiglie nobili di Sicilia. |

### Giat
| Stemma | Casato e blasonatura |
| ------ | --- |
|        | Giattino (Sicilia) troncato: nel 1° d'azzurro; nel 2° mareggiato d'argento e la fascia d'oro attraversante sulla partizione (citato in Mango) |

### Giau
| Stemma | Casato e blasonatura |
| ------ | --- |
|        | Giauna (Nizzardo?) D'oro, all'aquila di nero, tenente negli artigli a destra una palma di verde, a sinistra un ramoscello d'alloro, dello stesso, accompagnata in capo da tre stelle d'oro, poste in fascia (citato in (18))                                |
|        | Giauselletti (Poggetto) Inquartato in decusse, al 1° e 4° di verde, al 2° e 3° d'argento, il 1° a una violetta gambuta, al naturale, accompagnata in capo da una stella d'azzurro, cucita, il 2° a due altre violette gambute, al naturale (citato in (18)) |
|        | Giausseran o Giausserandi (Nizzardo) Inquartato d'oro e di verde, alla croce dentata, d'argento (citato in (18)) |

### Giav
| Stemma | Casato e blasonatura |
| ------ | --- |
|        | Giaveno (Pinerolo) D'oro, a quattro losanghe di rosso, accollate in fascia, con il capo d'azzurro, carico di tre stelle, d'oro (citato in (18))                                |
|        | Giavino o Giavin (Biella, Aosta) D'azzurro, a tre conchiglie d'argento, con il capo d'oro, carico di un'aquila coronata, di nero Motto: Audaci fortuna foelix (citato in (18)) |

### Gib
| Stemma | Casato e blasonatura |
| ------ | --- |
|        | Gibellini di rosso, al giglio (di giardino) allargato e bottonato d'argento (citato in (6) – pag. 134) |
|        | Gibellini e Gibellini Tornielli Brusati (Novara) Titolo: signori di Casalvolone; conti Troncato d'argento e di rosso, a due tortelli nel primo, a un bisante nel secondo, dell'uno nell'altro, con il capo d'oro, cucito, carico di un'aquila coronata, di nero alias Troncato di rosso e d'argento, a due bisanti nel primo, a un tortello nel secondo, dell'uno nell'altro; con il capo d'oro, carico di un'aquila coronata, di nero (citato in (18)) |
|        | Gibellini (Gattinara, Valperga) Titolo: conti di S. Pietro di Manzano con Malboschetto, Rittamiglio e Mantovetto; consignori di Salto e Priacco Troncato d'argento e di rosso, a due tortelli nel primo, a un bisante nel secondo, dell'uno nell'altro, con il capo d'oro, cucito, carico di un'aquila coronata, di nero Motto: Inclita perpetuum vivat gibellina propago (citato in (18)) |
|        | Gibellini (Valperga, Torino) Titolo: nobili Troncato d'argento e di rosso, a due tortelli nel primo, a un bisante nel secondo, dell'uno nell'altro, con il capo d'oro, cucito, carico di un'aquila coronata, di nero (citato in (18)) |
|        | Gibellini (Cesena) (la blasonatura non è stata ancora caricata) (citato in BLCW) Immagine in Blasone Cesenate. |
|        | Gibellini Tornielli Boniperti (Novara) troncato di argento e di rosso, a due tortelli nel primo, ad un bisante nel secondo dell'uno nell'altro con il capo d'oro, cucito, carico di un'aquila coronata, di nero (citato in (4) – Vol. III pag. 442) 3 palle poste 2 di rosso, 1 di argento su troncato di argento e di rosso - aquila coronata di nero su oro in capo (citato in LEOM) |
|        | Gibello o Gibelli (Cacciorna, Adorno) D'oro, alla montagna di verde, ardente di una fiamma all'estremità, accompagnata da due cammelli al naturale, controrampanti sulla montagna stessa Motto: Per saxa per ignes (citato in (18)) |
|        | Gibello o Gibelli (Casale) D'azzurro, con la punta di rosso, carica di tre stelle d'oro, male ordinate, con l'aquila di nero, uscente dalla partizione (citato in (18)) |
|        | Giberti (Milano, Gallarate, Desenzano del Garda) Titoli: Nobile d'azzurro alla mezzaluna di argento posta in fascia, accompagnata in capo da tre stelle (6) d'oro poste in fascia (citato in (4) – Vol. III pag. 443) luna montante di argento sormontata da - 3 stelle (6 raggi) di oro poste in fascia in alto su azzurro (citato in LEOM) |
|        | Giberti (Ferrara) Titolo: Nobile d'azzurro al cammello al naturale accompagnato da tre stelle d'oro ordinate nel capo (citato in PSFR) d'azzurro, al cammello al naturale, accompagnato da tre stelle d'oro ordinate nel capo (citato in RAIT) |
|        | Gibertini (Parma) tagliato: nel 1º fasciato di azzurro e di argento di otto pezzi; nel 2º di argento ad una bandiera di azzurro, posta in sbarra col lembo inferiore ripiegato sull'asta al naturale. Sul tutto e attraversante sulla partizione uno scudetto d'oro al castello turrito, al naturale, aperto e finestrato di nero (citato in (4) – Vol. III pag. 443) castello a 2 torri al naturale aperto e finestrato di nero su scudetto di oro su - tagliato di - fasciato di azzurro e di argento (8 pezzi) e - di argento caricato di una bandiera di azzurro posta in sbarra (citato in LEOM) |

### Gie
| Stemma | Casato e blasonatura |
| ------ | --- |
|        | Giera (Livorno) d'azzurro al ponte di un'arcata al naturale appoggiato a due rocce moventi dai due fianchi dello scudo ed immerse in un mare al naturale (citato in (4) – Vol. III pag. 444) Di cielo, al ponte di un'arcata fondato su due rocce uscenti dai fianchi dello scudo e sorgenti dal mare, il tutto al naturale (citato in (15)) ponte a una luce al naturale provvisto di parapetto metallico o di legno appoggiato su - 2 rocce uscenti dai lati dello scudo su mare al naturale su azzurro (citato in LEOM) |

### Gif
| Stemma | Casato e blasonatura |
| ------ | --- |
|        | Giffone (Polistena, Tropea) Titolo: patrizio di Tropea scaccato di argento e di nero di sei file, con la fascia di rosso attraversante sul tutto (citato in (4) – Vol. III pag. 444 e in (19)) fascia di rosso su - scaccato di argento e di nero (citato in LEOM BLCL) |
|        | Giffone (Tropea) scaccato d'argento e di nero alla fascia di rosso attraversante (citato in BLCL) |
|        | Giffone (Tropea) (LA) thalos sive chiacherium nigri et ergentei coloris et in medio barram rubeam (citato in BLCL) Immagine e notizie storiche in Tropea Magazine. |
|        | Giffone (Tropea) scaccato d'argento e di nero di sei file con la fascia di rosso attraversante sul tutto; inquadrata con le armi della famiglia Acerbo (citato in BLCL) Immagine e notizie storiche in Tropea Magazine.                                                 |
|        | Giffone (Calabria) Di verde al cervo rampante d'oro alias d'azzurro al cigno d'argento (citato in DAlena) |

### Gig
| Stemma | Casato e blasonatura |
| ------ | --- |
|        | Gigli (Brescia, Torino) d'oro al giglio di rosso (citato in (4) – Vol. III pag. 445) giglio di rosso su oro (citato in LEOM) |
|        | Gigli (Anagni) troncato di oro e di verde al leone di nero sull'oro, e d'oro sul verde, attraversato da una fascia d'azzurro carica di tre stelle di sei raggi d'oro poste in fascia (citato in (4) – Vol. III pag. 445) 3 stelle (6 raggi) di oro su fascia di azzurro su - leone rampante troncato di nero e di oro su troncato di oro e di verde (citato in LEOM)                                                                        |
|        | Gigli d'azzurro a 2 gigli d'oro, ordinati in palo (citato in (4) – Vol. III pag. 445) |
|        | Gigli (Siena) D'azzurro, alla fascia d'oro accompagnata da tre gigli dello stesso, 2.1 (citato in (15)) |
|        | Gigli (Abruzzo) D'azzurro alla fascia d'oro, accompagnata in capo da tre gigli ed in punta da una stella, il tutto d'oro (citato in DAlena) |
|        | Gigli o Gillio o Gilli (Nizza Marittima) D'azzurro, al giglio sormontato da tre stelle, male ordinate, il tutto d'oro alias D'azzurro, al giglio d'oro, sormontato da un rastrello dello stesso, di cinque denti Motto: Hac duce (citato in (18)) |
|        | Gigli (Gavardo) al destrocherio di carnagione impugnante un giglio di tre fiori (citato in Piovanelli) |
|        | Gigli Cervi (Parma) partito: nel 1º d'azzurro a 2 gigli d'oro, ordinati in palo (Gigli); nel 2º d'argento al cervo, slanciato dalla vetta più alta di un colle di tre cime, verdeggiante, movente dalla punta dello scudo, il tutto al naturale (Cervi) (citato in (4) – Vol. III pag. 445) 2 gigli di oro posti in palo su azzurro - cervo rampante al naturale su monte a 3 cime di verde uscente dalla punta su argento (citato in LEOM) |
|        | Gigliamonti (Firenze) D'azzurro, al monte di sei cime d'oro, e al capo cucito d'Angiò (citato in (15)) |
|        | Gigliani (Molise) (la blasonatura non è stata ancora caricata) (citato in DAlena) |
|        | Giglio (Palermo, Caltagirone) d'azzurro, al giglio d'oro, accompagnato nell'angolo destro del capo da una stella dello stesso (citato in Mango e in (25)) Notizie storiche in Famiglie nobili di Sicilia. |
|        | Giglioli (Ferrara, Montecchio Emilia) troncato d'oro e di nero, all'aquila coronata di nero sull'oro e d'argento sul nero, la coda foggiata a nodo d'amore (citato in (4) – Vol. III pag. 446) aquila troncata di nero e di argento coronata di nero coda foggiata a nodo d'amore su troncato di oro e di nero (citato in LEOM) Cimiero: l'aquila dello scudo                                                                               |
|        | Giglioli (Pisa) Di..., a tre gigli di..., 2.1, e al capo di... (citato in (15)) |
|        | Gigliotti (Lucca) D'azzurro, all'aquila dal volo abbassato di nero, accompagnata in punta da un giglio d'oro (citato in (15)) |
|        | Gigliucci (Firenze, Roma) Titolo: patrizi di Fermo, patrizi di Ferrara, conti di Serravalle di azzurro al giglio di giardino fiorito di tre pezzi di argento male ordinati, e posto sulla cima di un monte di tre cime all'italiana, ristretto di oro (citato in (4) – Vol. III pag. 447) 3 gigli di giardino di argento posti a ventaglio su monte a 3 cime di oro su azzurro (citato in LEOM) Cimiero: un'aquila di nero coronata d'oro   |
|        | Gignod (Aosta) (la blasonatura non è stata ancora caricata) (citato in DAlena) |

### Gil
| Stemma | Casato e blasonatura |
| ------ | --- |
|        | Gil (Spagna, Rutigliano) Titolo: nobile d'azzurro a due corvi di nero controfrontati a un giglio di giardino fiorito di tre pezzi al naturale (citato in (30)) |
|        | Gil Costanzi (Spagna, Rutigliano) Titolo: nobile partito: nel 1º d'azzurro a due corvi di nero controrampanti a un giglio di giardino fiorito di tre pezzi al naturale; nel 2º d'azzurro alla riga d'argento sormontata da un leone illeopardito d'oro, passante e lampassato di rosso, e accompagnata in punta da sei costole umane d'argento ordinate in due pali, ciascuna posta in fascia (citato in (30)) |
|        | Gil Accolti (Spagna, Rutigliano) Titolo: nobile partito: nel 1º d'azzurro a due corvi di nero controfrontati a un giglio di giardino fiorito di tre pezzi al naturale; nel 2º di azzurro a due serpi d'oro intrecciate in palo con le teste affrontate e sormontate ciascuna da una corona all'antica d'oro alla fascia arcuata dello stesso caricata di tre stelle di sei raggi del campo (citato in (30)) |
|        | Gilardini (Ovada) D'oro, alla sbarra di rosso, caricata di tre gigli d'oro, posti nel verso della pezza, accostata da sei quattrofoglie di nero (citato in (31)) |
|        | Gilardoni (Firenze) D'argento, al castello turrito di un pezzo di rosso, fondato sul terreno al naturale; e al capo d'oro caricato dell'aquila dal volo spiegato di nero, e sostenuto da una divisa d'azzurro, caricata di un giglio d'oro (citato in (15)) |
|        | Giletta o Gilletta (Levanzo, Torino) Titolo: conti di San Giuseppe d'azzurro a tre stelle col giglio, in abisso, il tutto d'oro (citato in (4) – Vol. III pag. 448 e in (18)) D'azzurro, al giglio d'oro, in abisso, sormontato da tre stelle, dello stesso, disposte in fascia (citato in (18)) giglio di oro al centro dello scudo sormontato da - 3 stelle (5 raggi) dello stesso poste in fascia in alto tutto su azzurro (citato in LEOM) Cimiero: l'aquila, di nero, nascente e sormontata da una stella d'oro Motto: Nobilitas sola virtus |
|        | Gili (Chiavazza) D'azzurro, al giglio d'argento, con il capo d'oro, carico di un'aquila coronata, di nero (citato in (18)) |
|        | Gili (Firenze) giglio di rosso sull'argento del - troncato merlato di un solo pezzo di argento su rosso (citato in LEOM) |
|        | Giliberti (Celenza) Titolo: baroni di Celenza, Garlatino di azzurro al leone rampante, tenente con le branche anteriori una lancia, messa in palo, affrontante un sole radiante ed un giglio, il tutto d'oro (citato in (24)) un leone sui monti che regge una lancia in campo azzurro, affiancato a destra da un sole raggiante e figurato al naturale sovrastante un giglio d'oro di Francia (citato in (24)) |
|        | Giliberti (Solofra) Titolo: barone di San Marco, Poggiomonte d'Aquila una mezza luna crescente d'argento in campo azzurro e nel capo tre stelle d'oro a otto ragg (citato in (24)) Motto: Per ignota per ìnvia Notizie storiche in Nobili napoletani. |
|        | Giliberti (Saponara) inquartato al primo una mezzaluna d'argento in campo azzurro a tre stelle d'oro di otto raggi nel capo, nel secondo d'argento alla banda traversante di rosso, nel terzo al leone rampante contro un pino al natural sui monti in campo azzurro, nel quarto d'azzurro a tre penne d'argento male ordinate sopra di esse un sole radioso al naturale. Uno scudetto d'azzurro carico dei tre gigli d'oro incassato al centro dell'inquarto (citato in (24)) |
|        | Giliberto (Palermo) d'oro, a tre rose di rosso, fogliate di verde, moventi da tre monti di nero (citato in Mango e in (25)) Notizie storiche in Famiglie nobili di Sicilia. |
|        | Giliberto (Napoletano) (la blasonatura non è stata ancora caricata) (di rosso, al giglio d'argento) (citato in (24)) |
|        | Gilii (Firenze, Prato) Troncato merlato d'argento e di rosso, al giglio del secondo nel primo (citato in (15)) |
|        | Gilioli (Firenze) Troncato d'oro e d'azzurro, all'aquila dal volo abbassato attraversante troncata di nero nel primo e d'argento nel secondo alias Troncato d'oro e d'azzurro, all'aquila dal volo abbassato, coronata d'oro, attraversante troncata di nero nel primo e d'argento nel secondo (citato in (15)) |
|        | Gilivetti (Catanzaro) Di rosso a due rami sfrondati di palma in decusse accompagnati in capo da un giglio accostato da due stelle a sei punte, il tutto d'oro (citato in DAlena e in BLCL) |
|        | Gilkes (Firenze) Di rosso, a cinque losanghe d'oro, 2.1.2 (citato in (15)) |
|        | Gilles (Firenze) partito: al primo, d'azzurro a due mezzi voli d'oro; al secondo d'oro all'aquila al volo spiegato di nero, coronata di oro: il tutto sormontato da un capo di rosso caricato di tre speronelle (8) d'argento Cimiero: l'aquila nera al volo spiegato coronata d'oro (citato in (4) – Vol. III pag. 448) Partito: nel 1º d'azzurro, al volo d'oro; nel 2º d'oro, all'aquila dal volo spiegato di nero, coronata del campo; il tutto abbassato sotto il capo attraversante di rosso, caricato di tre speronelle d'argento (citato in (15)) volo (2 ali) alzato di oro su azzurro - aquila di nero coronata di oro su oro - 3 rotelle di sperone di argento poste in fascia su rosso in capo (citato in LEOM) |
|        | Gilliet (Gignod) Di rosso, a due rami di palma decussati, accantonati da quattro stelle, il tutto d'oro (citato in (18)) |
|        | Gillio (Santhià) Titolo: consignori di Carisio Troncato, al 1º di rosso alla testa di leone d'oro, al 2º d'oro alla banda di rosso alias d'oro, al tronco d'argento, da cui escono quattro rametti fogliati dello stesso, tre di sopra, uno di sotto, con il capo d'argento (?), al giglio cucito, d'oro] Motto: In laboribus requies (citato in (18)) |
|        | Gillio o Gili o Giliacus (Pinerolo) Titolo: signori di Buriasco D'argento, al giglio di rosso (citato in (18)) |
|        | Gillio (Biella) Di rosso, alla pianta di giglio di verde, fogliata dello stesso, sradicata d'argento, fiorita di tre giglio, pure d'argento, accompagnata da due rami di mughetto, dello stesso Motto: Mutua nobilitate refulgent (citato in (18)) |
|        | Gillone (Villanova Monferrato) Titolo: consignori di Villanova Monferrato D'argento, al leone coronato, d'azzurro, con la banda d'oro carica della legenda GILONES, attraversante alias D'argento, al leone coronato, d'azzurro, tenente con le zampe anteriori un giglio d'oro, gambato di rosso, con la banda d'oro carica della legenda GILONES, attraversante Motto: In aeternum (citato in (18)) |
|        | Gilocchi (Firenze) Troncato d'azzurro e d'oro, al destrocherio di carnagione nel secondo, uscente da una nube d'argento e tenente in palo un ramo di giglio di giardino fiorito e sbocciato al naturale, e attraversante sulla troncatura; il tutto abbassato sotto il capo di Santo Stefano (citato in (15)) |

### Gim
| Stemma | Casato e blasonatura                                                                                    |
| ------ | --- |
|        | Gimbonelli (Firenze) Di rosso, a due mazze d'arme decussate d'oro, legate dello stesso (citato in (15)) |
|        | Gimignani (Firenze) D'azzurro, alla banda d'argento (citato in (15))                                    |

### Gin
| Stemma | Casato e blasonatura |
| ------ | --- |
|        | Gina Titolo: consignori di Bergolo, Torre Bormida D'oro, al ginepro di verde, con la fascia d'argento carica di tre gigli d'azzurro, attraversante Motto: Semper virescit (citato in (18)) |
|        | Ginanneschi (Siena, Casteldelpiano sull'Amiata) d'azzurro al leone d'oro sostenente nelle branche anteriori un vaso con fiori accostato da tre stelle di sei raggi d'argento nel cantone di destra e da un crescente dello stesso nel sinistro (citato in (4) – Vol. III pag. 449) leone rampante di oro tenente nella zampe anteriori un vaso con fiori al naturale su azzurro - 3 stelle (6 raggi) di argento poste 1,2 nel canton sinistro del capo - luna rivolta di argento nel canton destro del capo su azzurro (citato in LEOM) |
|        | Ginanneschi (Siena) D'azzurro, al leone d'oro tenente con le branche anteriori un vaso di fiori al naturale, e accompagnato in capo da una stella a sei punte d'argento posta nel cantone destro, e da un crescente montante dello stesso posto nel cantone sinistro (citato in (15)) |
|        | Ginanni trinciato d'oro e di rosso, alla banda in divisa d'azzurro, caricata di tre stelle (6) d'oro, attraversante (citato in (6) – pag. 161) |
|        | Ginanni o Zinanni o Ginanni Corradini (Ravenna) trinciato d'oro e di rosso, alla banda d'azzurro attraversante, caricata di tre stelle a sei raggi d'oro; col capo d'azzurro, caricato da un drago d'oro, abbassato sotto un capo d'oro caricato dell'aquila spiegata di nero, coronata del campo (citato in CROL – pag. 12) trinciato d'oro e di rosso alla banda d'azzurro caricata di tre stelle d'oro posta sul tutto ed il Capo di Concessione di Papa Paolo V Borghese, abbassato sotto un altro capo dell'Impero (citato in (2) - pag. 171) trinciato d'oro e di rosso alla banda d'azzurro caricata di tre stelle di sei raggi d'oro, posta sul tutto col capo di Concessione di Papa Paolo V Borghese, abbassato sotto un altro capo dell'Impero (citato in (4) - Vol. III pag. 449) troncato: nel 1º contratroncato d'oro all'aquila coronata di nero, e d'azzurro, al drago alato d'oro; nel 2º trinciato d'oro e di rosso, alla banda d'azzurro, caricata di tre stelle d'oro (citato in (6) - pag. 102) 3 stelle (6 raggi) di oro su banda di azzurro su trinciato di oro e di rosso - drago passante di oro su azzurro in capo sotto - capo d'Impero (citato in LEOM) Cimiero: un leone uscente tenente una stella d'argento Motto: Mors omnia aequat |
|        | Ginanni Corradini (Ravenna) trinciato d'oro e di rosso alla banda d'azzurro caricata di tre stelle di sei raggi d'oro, posta sul tutto, col capo di Concessione di Papa Paolo V Borghese, abbassato sotto un altro capo dell'Impero (citato in (4) - Vol. III pag. 450) |
|        | Ginanni Fantuzzi (Firenze, Ravenna) partito: nel primo trinciato d'oro e di rosso alla banda d'azzurro caricata di tre stelle di sei raggi d'oro, posta sul tutto, col capo di Concessione di Papa Paolo V Borghese, abbassato sotto un altro capo dell'Impero (Ginanni);. Nel secondo d'argento all'elefante di nero difeso d'argento cinghiato e gualdrappato d'oro, caricato di una torre di nero, aperta d'oro (citato in (4) - Vol. III pag. 450) 3 stelle (6 raggi) di oro su banda di azzurro su trinciato di oro e di rosso - drago passante di oro su azzurro in capo sotto - capo d'Impero - elefante passante di nero difeso di argento cinghiato e gualdrappato di oro caricato di una torre di nero aperta e finestrata di oro su argento (citato in LEOM) Cimiero: un leone uscente, tenente una stella d'argento |
|        | Ginanni-Maroncelli (Ravenna) partito, nel 1º trinciato di oro e di rosso alla banda d'azzurro caricata di 3 stelle d'oro posta sopra il tutto, al capo di azzurro caricato di un drago alato d'oro abbassato sotto un altro capo del medesimo caricato dell'aquila spiegata di nero membrata imbeccata e coronata d'oro; 2º di rosso a 3 aquilotti spiegati d'argento (citato in (2) – pag. 515, in (6) - pag. 108 (partito: nel 1º (Ginanni) con le figure rivolte; nel 2º di rosso, a tre aquilotti d'argento (Marocelli)) e in DAlena) |
|        | Ginarzi (Firenze) Troncato d'argento e d'azzurro, a due gigli dell'uno nell'altro (citato in (15)) |
|        | Ginarzi (Toscana) (DE) In geteiltem Feld 2 Lilien (citato in (28)) |
|        | Ginasi (Cesena) (la blasonatura non è stata ancora caricata) (citato in BLCW) Immagine in Blasone Cesenate. |
|        | Ginesi o Ginesy (Puget-Thenier) Titolo: conti di Venanzone Inquartato, al 1° d'argento, a tre fasce di rosso, al 2° d'azzurro, alla stella d'oro, al 3° d'azzurro, al trifoglio di verde, cucito (d'oro ?), al 4° d'oro, alla ginestra, nutrita su una zolla, il tutto di verde alias Inquartato, al 1° d'argento, a tre fasce di rosso, al 2° d'azzurro, alla stella d'oro, al 3° d'azzurro, al trifoglio di verde, cucito (d'oro ?), al 4° d'oro, alla ginestra, nutrita su una zolla, il tutto di verde, con il capo di rosso (citato in (18)) |
|        | Ginetti (Campobasso) D'azzurro al cavallo corrente di nero sopra un terreno di verde (citato in DAlena) |
|        | Gini (Prato) d'azzurro al monte di sei cime d'oro sostenente un cane d'argento collarinato di rosso (citato in (4) – Vol. III pag. 452) monte a 6 cime di oro cimato da - cane seduto di argento collarinato di rosso su azzurro (citato in LEOM) |
|        | Gini (Firenze) Di rosso, al volo d'argento (citato in (15)) |
|        | Gini (Firenze, Prato) Di..., al montone saliente di..., sostenuto da un monte di tre cime di... alias Di..., al montone saliente di..., sostenuto da un monte di sei cime di... (citato in (15)) |
|        | Gini (Firenze) Di..., al cane di..., sedente su un monte di sei cime di... (citato in (15)) |
|        | Gini (Prato) D'azzurro, al cane d'argento collarinato di rosso, sedente su un monte di sei cime d'oro alias D'azzurro, al cane d'argento collarinato di rosso, sedente su un monte di sei cime di verde (citato in (15)) |
|        | Gini (Nizza) Di verde, al leone d'argento, rampante alla sinistra, coronato d'oro alias Troncato d'azzurro e di rosso, alla volpe d'oro, ritta e fissante una stella dello stesso, posta nel punto destro del capo (citato in (18)) |
|        | Ginnasi (Roma) d'oro, al destrocherio di carnagione, vestito di rosso, impugnante un compasso d'azzurro, aperto e alto, col capo di Francia sostenuto da una riga di rosso (citato in (6) – pag. 113) (Immagine nell' Archivio Storico Capitolino (PDF).) |
|        | Ginnasi (Cremona) Titolo: conti d'oro al destrocherio di carnagione vestito di rosso movente dalla sinistra, e tenente un compasso d'argento aperto con le punte rivolte verso l'alto; col capo d'azzurro, sostenuto da una trangla di rosso, e caricato di tre gigli d'oro (citato in BLCR) Immagine in Blasonario Cremonese (archiviato dall'url originale il 5 marzo 2017). |
|        | Ginnasi e Ginnasi Poggiolini (Imola, Faenza, Firenze) (Ginnasi) di oro al destrocherio di carnagione vestito di rosso tenente un compasso al naturale, aperto, le punte in alto, sormontato da tre stelle azzurre male ordinate, al capo d'azzurro a tre gigli d'oro fra i quattro pendenti di un lambello di rosso, sostenuto da una trangla di rosso (citato in (4) – Vol. III pag. 452) braccio destro uscente da destra vestito di rosso afferrante con la mano di carnagione un compasso al naturale aperto punte in alto su oro - 3 stelle (8 raggi) di azzurro poste 1,2 in alto su oro - capo d'Angiò - trangla di rosso (citato in LEOM) alias partito: nel primo: di oro al destrocherio di carnagione vestito di rosso tenente un compasso al naturale, aperto, le punte in alto, sormontato da tre stelle azzurre male ordinate, al capo d'azzurro a tre gigli d'oro fra i quattro pendenti dio un lambello di rosso, sostenuto da una trangla di rosso; nel secondo d'azzurro alla fascia abbassata di rosso sostenente tre monti d'oro all'italiana, fioriti di due rose di rosso gambute e fogliate d'argento. Capo di rosso al sole radiante e due stelle a 8 punte d'oro, disposti in fascia (citato in (4) – Vol. III pag. 452)                   |
|        | Ginnasi e Ginnasi Poggiolini (Imola, Faenza, Firenze) braccio destro uscente da destra vestito di rosso afferrante con la mano di carnagione un compasso aperto di nero punte in alto su oro - capo di Francia - trangla di rosso (citato in LEOM) alias braccio destro uscente da destra vestito di rosso afferrante con la mano di carnagione un compasso aperto di nero punte in alto su oro - capo di Francia - trangla di rosso - rosaio di argento di 3 fiori su monte a 3 cime di oro su azzurro - sole di oro su rosso - 2 stelle (5 raggi) di oro ai lati su rosso in capo (citato in LEOM) alias braccio destro uscente da destra vestito di rosso afferrante con la mano di carnagione un compasso al naturale aperto punte in alto su oro - 3 stelle (8 raggi) di azzurro poste 1,2 in alto su oro - capo d'Angiò - trangla di rosso - fascia abbassata di rosso sostenente - monte a 3 cime di oro da cui escono - 3 piante di rose fiorite di 2 pezzi di rosso poste a ventaglio su azzurro - sole raggiante di oro accompagnato da - 2 stelle (8 raggi) dello stesso su rosso in capo (citato in LEOM) |
|        | Ginnasi Poggiolini (Imola, Cremona, Messina) (la blasonatura non è stata ancora caricata) (Immagine nella Raccolta stemmi Topoguz.) |
|        | Ginori d'azzurro, alla banda d'oro, caricata di tre stelle (6) del campo (citato in (6) – pag. 47) |
|        | Ginori (Firenze) di azzurro alla banda d'oro caricata di 3 stelle di 8 raggi del campo (citato in (4) – Vol. III pag. 454) 3 stelle (8 raggi) di azzurro su banda di oro su azzurro (citato in LEOM) (DE) In Blau 1 goldener Schrägbalken, belegt mit 3 achtstrahligen blauen Sternen (citato in (28)) alias troncato: nel 1º d'azzurro alla banda d'oro caricata di tre stelle di 8 raggi del campo; nel 2º partito: a) d'azzurro al leone d'argento; b) di rosso abbracciato a destra d'argento (citato in (4) – Vol. III pag. 454) Sostegni: due aquile volanti col collo circondato da una corona reale all'antica Motto: 1) Omne trinum perfectum; 2) Quid pulchrius lumine trino? |
|        | Ginori (Firenze, Prato) D'azzurro, alla banda d'oro caricata di tre stelle a otto punte del campo alias D'azzurro, alla banda d'oro caricata di tre stelle a sei punte del campo alias (Immagine nella Raccolta stemmi Trippini (JPG).) D'azzurro, alla banda d'oro caricata di tre stelle a otto punte del campo, e accompagnata da un giglio d'oro nel cantone sinistro del capo alias D'azzurro, alla banda d'oro caricata di tre stelle a sei punte del campo, e accompagnata da un giglio d'oro nel cantone sinistro del capo alias D'azzurro, alla banda d'oro caricata di tre stelle a cinque punte del campo, e accompagnata da un giglio d'oro nel cantone sinistro del capo alias Troncato: nel 1º d'azzurro, alla banda d'oro, caricata di tre stelle a otto punte del campo; nel 2º partito: a/ d'azzurro, al leone d'argento, b/ di rosso, abbracciato d'argento alias Troncato: nel 1º d'azzurro, alla sbarra d'oro, caricata di tre stelle a otto punte del campo; nel 2º partito: a/ d'azzurro, al leone d'argento, b/ di rosso, abbracciato d'argento (citato in (15)) |
|        | Ginori Conti (Firenze) partito: nel 1º di azzurro alla banda d'oro caricata di 3 stelle di 8 raggi del campo e accostata nel cantone sinistro del capo da un fiordaliso d'oro; nel 2º d'azzurro all'albero di palma di verde sopra un monte di tre cime d'oro (citato in (4) – Vol. III pag. 456) 3 stelle (8 raggi) di azzurro su banda di oro su azzurro - giglio di oro in alto a destra su azzurro - albero di palma di verde sul monte centrale di 3 monti al naturale di oro uscenti dalla punta su azzurro (citato in LEOM) |
|        | Ginori Conti (Firenze) 3 stelle (6 raggi) di azzurro su banda di oro su azzurro - giglio di oro in alto a destra su azzurro - albero di palma al naturale su monte a 6 cime di oro uscente dalla partizione su azzurro - scaglione di oro su rosso - luna montante di argento su rosso in basso - 3 tralci di vite accollati a 3 pali al naturale su terrazzo di verde su argento (citato in LEOM) |
|        | Ginori Lisci (Firenze) interzato in fascia: nel 1º d'azzurro alla banda d'oro caricata di tre stelle di 8 raggi del campo; nel 2º partito: a) d'azzurro al leone d'argento; b) di rosso abbracciato a destra d'argento; nel 3º d'oro alla fascia d'azzurro accompagnata da tre conchiglie d'argento Sostegni: un'aquila e un leone (citato in (4) – Vol. III pag. 458) interzato in fascia - al 1° 3 stelle (8 raggi) di azzurro su banda di oro su azzurro - al 2° partito di azzurro al leone rampante di argento e di rosso pieno abbracciato a sinistra di argento - al 3° di oro alla fascia di azzurro accompagnata da 3 conchiglie di argento poste 2,1 su oro (citato in LEOM) |
|        | Ginori Lisci (Firenze) 3 stelle (8 raggi) di azzurro su banda di oro su azzurro - leone rampante di argento su azzurro - rosso pieno abbracciato a sinistra di argento (citato in LEOM) |